# Gare de Saint-Saturnin-d’Avignon
Gare de Saint-Saturnin-d’Avignon – przystanek kolejowy w Saint-Saturnin-d’Avignon, w departamencie Vaucluse, w regionie Prowansja-Alpy-Lazurowe Wybrzeże, we Francji.
Została otwarta w 1868 przez Compagnie des chemins de fer de Paris à Lyon et à la Méditerranée. Jest stację Société nationale des chemins de fer français (SNCF), obsługiwaną przez pociągi TER Provence-Alpes-Côte d’Azur.

## Położenie
Stacja znajduje się na linii Awinion – Miramas, w km 12,178, na wysokości 53 m, pomiędzy stacjami Morières-lès-Avignon i Gadagne.

## Linie kolejowe
- Awinion – Miramas